# Veljko Stojnić
Veljko Stojnić (Sombor, 4 de febrero de 1999) es un ciclista profesional serbio que corre para el equipo húngaro Team United Shipping.

## Palmarés
2016
- Campeonato de Serbia Contrarreloj Júnior

2017
- Campeonato de Serbia Contrarreloj Júnior
- Campeonato de Serbia en Ruta Júnior

2018
- Campeonato de Serbia Contrarreloj

2019
- 2.º en el Campeonato de Serbia Contrarreloj
- 2.º en el Campeonato de Serbia en Ruta

2020
- Campeonato de Serbia Contrarreloj

2021
- 3.º en el Campeonato de Serbia en Ruta

2022
- 3.º en el Campeonato de Serbia Contrarreloj
- 1 etapa de la Vuelta a Venezuela
- 1 etapa del Tour de Guadalupe

2023
- 3.º en el Campeonato de Serbia Contrarreloj
- 3.º en el Campeonato de Serbia en Ruta

2024
- Tour de Albania, más 1 etapa
- 3.º en el Campeonato de Serbia Contrarreloj

2025
- Campeonato de Serbia en Ruta

## Resultados en Grandes Vueltas
| Carrera | Carrera         | 2020 | 2021 | 2022 | 2023  | 2024 | 2025 |
| ------- | --------------- | ---- | ---- | ---- | ----- | ---- | ---- |
|         | Giro de Italia  | —    | —    | —    | 101.º | —    | —    |
|         | Tour de Francia | —    | —    | —    | —     | —    | —    |
|         | Vuelta a España | —    | —    | —    | —     | —    | —    |

—: no participa
Ab.: abandono